# Guy Lapointe
Guy Gérard Lapointe, född 18 mars 1948 i Montreal, är en kanadensisk före detta professionell ishockeyspelare. Lapointe spelade för Montreal Canadiens, St. Louis Blues och Boston Bruins i NHL åren 1968–1984.

## Karriär
Guy Lapointe var en del av det framgångsrika Montreal Canadiens som vann sex Stanley Cup på 1970-talet. Lapointe var stark såväl defensivt som offensivt och säsongen 1972–73 kom han tvåa i omröstningen till Norris Trophy bakom Bobby Orr och valdes in i NHL First All-Star Team.
Internationellt representerade Lapointe det kanadensiska landslaget i Summit Series mot Sovjetunionen 1972 samt i 1976 års Canada Cup.
Lapointe valdes in i Hockey Hall of Fame 1993.

## Statistik

### Klubbkarriär
| 1967–68    | Montreal Jr. Canadiens | OHA        | 51  | 11  | 27  | 38  | 147 | —   | —  | —  | —  | —   |
| 1968–69    | Houston Apollos        | CHL        | 65  | 3   | 15  | 18  | 120 | 3   | 1  | 0  | 1  | 6   |
|            | Montreal Canadiens     | NHL        | 1   | 0   | 0   | 0   | 2   | —   | —  | —  | —  | —   |
| 1969–70    | Montreal Canadiens     | NHL        | 5   | 0   | 0   | 0   | 4   | —   | —  | —  | —  | —   |
|            | Montreal Voyageurs     | AHL        | 57  | 8   | 30  | 38  | 92  | 8   | 3  | 5  | 8  | 6   |
| 1970–71    | Montreal Canadiens     | NHL        | 78  | 15  | 29  | 44  | 107 | 20  | 4  | 5  | 9  | 34  |
| 1971–72    | Montreal Canadiens     | NHL        | 69  | 11  | 38  | 49  | 58  | 6   | 0  | 1  | 1  | 0   |
| 1972–73    | Montreal Canadiens     | NHL        | 76  | 19  | 35  | 54  | 117 | 17  | 6  | 7  | 13 | 20  |
| 1973–74    | Montreal Canadiens     | NHL        | 71  | 13  | 40  | 53  | 63  | 6   | 0  | 2  | 2  | 4   |
| 1974–75    | Montreal Canadiens     | NHL        | 80  | 28  | 47  | 75  | 88  | 11  | 6  | 4  | 10 | 4   |
| 1975–76    | Montreal Canadiens     | NHL        | 77  | 21  | 47  | 68  | 78  | 13  | 3  | 3  | 6  | 12  |
| 1976–77    | Montreal Canadiens     | NHL        | 77  | 25  | 51  | 76  | 53  | 12  | 3  | 9  | 12 | 4   |
| 1977–78    | Montreal Canadiens     | NHL        | 49  | 13  | 29  | 42  | 19  | 14  | 1  | 6  | 7  | 16  |
| 1978–79    | Montreal Canadiens     | NHL        | 69  | 13  | 42  | 55  | 43  | 10  | 2  | 6  | 8  | 10  |
| 1979–80    | Montreal Canadiens     | NHL        | 45  | 6   | 20  | 26  | 29  | 2   | 0  | 0  | 0  | 0   |
| 1980–81    | Montreal Canadiens     | NHL        | 33  | 1   | 9   | 10  | 79  | 1   | 0  | 0  | 0  | 17  |
| 1981–82    | Montreal Canadiens     | NHL        | 47  | 1   | 19  | 20  | 72  | —   | —  | —  | —  | —   |
|            | St. Louis Blues        | NHL        | 8   | 0   | 6   | 6   | 4   | 7   | 1  | 0  | 1  | 8   |
| 1982–83    | St. Louis Blues        | NHL        | 64  | 3   | 23  | 26  | 43  | 4   | 0  | 1  | 1  | 9   |
| 1983–84    | Boston Bruins          | NHL        | 45  | 2   | 16  | 18  | 34  | —   | —  | —  | —  | —   |
| NHL totalt | NHL totalt             | NHL totalt | 894 | 171 | 451 | 622 | 893 | 123 | 26 | 44 | 70 | 138 |

### Internationellt
| År     | Lag    | Turnering     |    | Matcher | Mål | Assist | Poäng | Utv |
| ------ | ------ | ------------- | -- | ------- | --- | ------ | ----- | --- |
| 1972   | Kanada | Summit Series | 7  | 0       | 1   | 1      | 6     |     |
| 1976   | Kanada | Canada Cup    | 7  | 0       | 4   | 4      | 2     |     |
| Totalt | Totalt | Totalt        | 14 | 0       | 5   | 5      | 8     |     |

## Meriter
- Stanley Cup – 1971, 1973, 1976, 1977, 1978 och 1979
- NHL First All-Star Team – 1972–73
- NHL Second All-Star Team – 1974–75, 1975–76 och 1976–77
- Summit Series – 1972
- Canada Cup – 1976